# ابراهیم علفی
ابراهیم بن خالد عُلفی (۱۶۹۴–۱۷۴۳م) فقیه زیدی یمنی در نیمهٔ اول سدهٔ هجدهم میلادی/سدهٔ دوازدهم هجری بود. در رداع زاده شد، در ذمار زیست و در صنعا تا پایان عمر مستقر بود. به روستای «علفة» در شمال صنعا منسوب است. فتاوی از آثار اوست.